# Байрамова, Луиза Каримовна
Луи́за Кари́мовна Байра́мова (1 января 1935, Исенбаево, Красноборский район, Татарская АССР, РСФСР, СССР — 26 февраля 2022) — советский и российский лингвист, педагог, специалист в области сопоставительной фразеологии и фразеографии, доктор филологических наук (1984), профессор (1987). Заслуженный профессор КГУ (2009). Лауреат Государственной премии Республики Татарстан в области науки и техники (2003). Заслуженный деятель науки Республики Татарстан (1993).

## Биография
Родилась 1 января 1935 года в Казани. С 1955 по 1960 год обучалась на филологическом факультете Казанского университета, который окончила с отличием. С 1960 года — на педагогической работе в Казанском университете: аспирант, ассистент и старший преподаватель, с 1970 года — доцент, с 1987 года — профессор кафедры русского языка и методики его преподавания.
В 1966 году Л. К. Байрамова была утверждена в учёной степени кандидат филологических наук по теме: «Перевод на татарский язык русских придаточных определительных предложений с относительным словом, „который“ и экспериментальная оценка на ЭЦВМ некоторых вопросов перевода этих предложений», в 1984 году — доктор филологических наук по теме: «Фразеология произведений В. И. Ленина и принципы её перевода на татарский язык». В 1987 году приказом ВАК ей было присвоено учёное звание — профессор. В 2009 году ей было присвоено почётное звание — Заслуженный профессор КГУ

## Научно-педагогическая деятельность
Основная научно-педагогическая деятельность Байрамовой связана с вопросами в области лексикологии, фразеологии русского языка, аксиологической фразеологии и её фразеографическом описании как отражение разноязычной картины мира. Под её научным руководством были исследованы фразеологические выражения в русском, татарском и английском языках ряда концептов, определены факторы развития двуязычия на основе аксиологического плюрализма. В КГУ преподаёт такие дисциплины как «Казанская лингвистическая школа» и «Сопоставительная лексикология».
Л. К. Байрамова является автором многочисленных научных трудов, в том числе двадцати монографий, семнадцати учебников и шести научно-исследовательских работ, под её руководством было подготовлено более четырнадцати кандидатских диссертаций.
В 1993 году ей было присвоено учёное звание — Заслуженный деятель науки Республики Татарстан. В 2003 году за монографию «Татарстан: языковая симметрия и асимметрия» становится лауреатом Государственной премии Республики Татарстан в области науки и техники.